# Powiat lubartowski
Powiat lubartowski – powiat w Polsce (województwo lubelskie), utworzony w 1999 roku w ramach reformy administracyjnej. Jego siedzibą jest miasto Lubartów.
W skład powiatu wchodzą:
- gminy miejskie: Lubartów
- gminy miejsko-wiejskie: Kamionka, Kock, Ostrów Lubelski
- gminy wiejskie: Abramów, Firlej, Jeziorzany, Lubartów, Michów, Niedźwiada, Ostrówek, Serniki, Uścimów
- miasta: Kamionka, Kock, Lubartów, Ostrów Lubelski

W roku 1870 w wyniku reformy administracyjnej przeprowadzonej w zaborze rosyjskim pięć miejscowości współczesnego powiatu lubartowskiego utraciły prawa miejskie: Kamionka, Firlej i Michów oraz Ostrów Lubelski (który w 1870 r. należał do powiatu włodawskiego) i Jeziorzany (które – pod nazwą Łysobyki – w 1870 r. należały do powiatu łukowskiego). Do powiatu lubartowskiego należały w 1870 roku natomiast Czemierniki, które też utraciły prawa miejskie (obecnie są w powiecie radzyńskim). Ostrów Lubelski odzyskał prawa miejskie w 1919 roku, a Kamionka odzyskała je w 2021 roku.

## Demografia
Liczba ludności (dane z 30 czerwca 2005):
|        | Ogółem | Ogółem | Kobiety | Kobiety | Mężczyźni | Mężczyźni |
| osób   | %      | osób   | %       | osób    | %         |           |
| ------ | ------ | ------ | ------- | ------- | --------- | --------- |
| Ogółem | 90 839 | 100    | 46 358  | 51,03   | 44 481    | 48,97     |
| Miasto | 28 719 | 31,62  | 14 924  | 16,43   | 13 795    | 15,19     |
| Wieś   | 62 120 | 68,38  | 31 434  | 34,60   | 30 686    | 33,78     |

▶Wieś vs ▶miasto
Ogółem (▶k, ▶m)
Miasto (▶k, ▶m)
Wieś (▶k, ▶m)

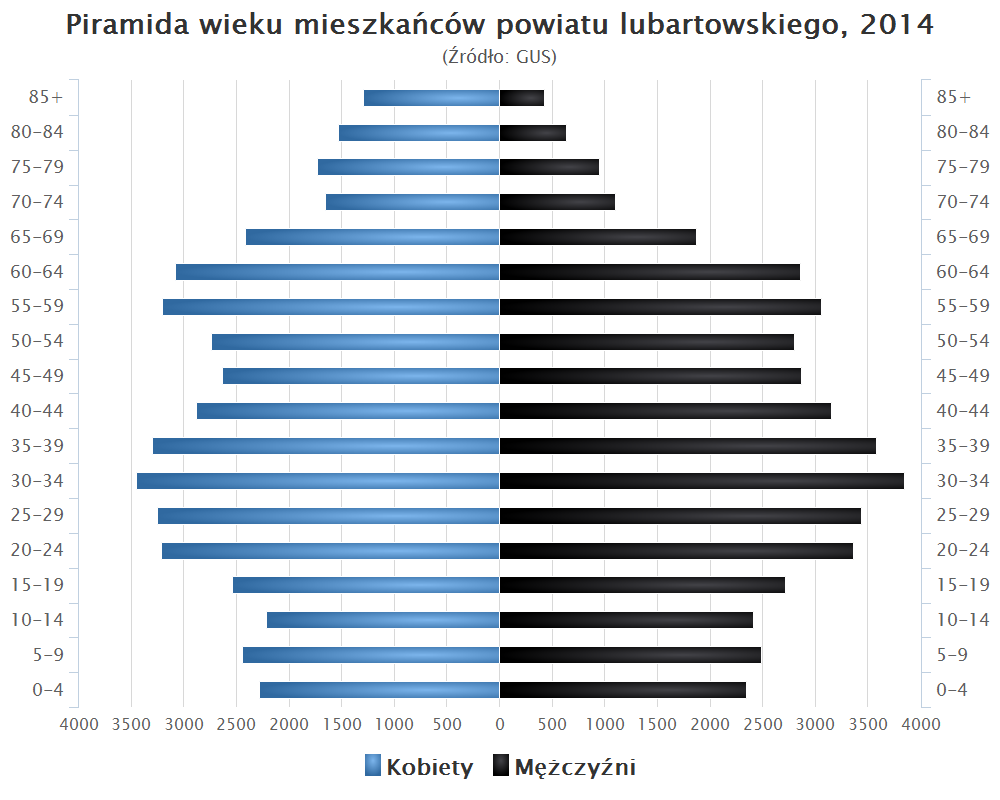
Piramida wieku mieszkańców powiatu lubartowskiego w 2014 roku

Według danych z 31 grudnia 2019 roku powiat zamieszkiwały 88 352 osoby. Natomiast według danych z 30 czerwca 2020 roku powiat zamieszkiwały 88 152 osoby.

## Starostowie lubartowscy
Na podstawie źródła:
- Marian Starownik (9 listopada 1998 – 19 maja 2010)
- Fryderyk Puła (19 maja 2010 – 22 listopada 2018)
- Ewa Zybała (22 listopada 2018 – 24 sierpnia 2022)
- Tomasz Marzęda (10 października 2022 – 30 kwietnia 2024)
- Jan Sławecki (7 maja 2024-nadal)

## Sąsiednie powiaty
- powiat parczewski
- powiat łęczyński
- powiat lubelski
- powiat puławski
- powiat rycki
- powiat łukowski
- powiat radzyński